# 鈴木忠志

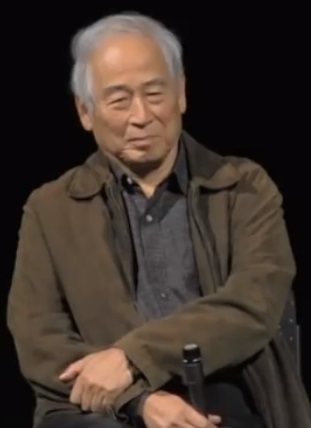
鈴木忠志

鈴木 忠志（すずき ただし、1939年6月20日 - ）は、日本の演出家。世界各地での上演活動や共同作業、俳優訓練法「スズキ・トレーニング・メソッド」で知られている。唐十郎、寺山修司らとともに、1960年代におこった新しい演劇運動の代表的な担い手の一人である。

## 来歴
静岡県清水市（現：静岡市清水区）出身。東京都立北園高等学校、早稲田大学政治経済学部卒業。早稲田大学在学中に、学生劇団「自由舞台」に参加。劇作家の別役実らと知り合い、本格的に演劇活動を開始した。
1966年 大学卒業後、鈴木を中心として、別役、斉藤郁子、蔦森皓祐らと劇団「早稲田小劇場」を結成、早稲田大学近くの喫茶店「モンシェリ」2階に劇団と同名の劇場をかまえ、活動を続けた（2015年、早稲田大学は鈴木忠志に名称使用の了解を得て、跡地に「早稲田小劇場どらま館」を再建した）。女優の白石加代子は、「早稲田小劇場」の看板女優として活躍した。
1974年 岩波ホール芸術監督に就任。
1976年 富山県利賀村に活動の拠点を移し、それ以来、合掌造り家屋を改造した利賀山房など6つの劇場を舞台に作品を作り続けている。利賀での活動は世界の注目を集め、利賀村は一躍、世界の演劇人から演劇の聖地と言われるようになった。1982年に日本で初めての国際演劇祭利賀フェスティバルを主催し、以後毎年開催（現在の名称はSCOTサマー・シーズン）。1984年には、「早稲田小劇場」から「SCOT」（Suzuki Company of Togaの略称）へと改称。
1988年 水戸芸術館芸術総監督に就任。
1995年 静岡県舞台芸術センター芸術総監督に就任。
2000年に演劇人の全国組織・舞台芸術財団演劇人会議理事長に就任（2020年から公益財団法人利賀文化会議に名称変更、理事長）。
情報誌「imidas2001」（集英社）の「20世紀を創った人々550」では、演劇の分野で、小山内薫（作家・演出家、築地小劇場創立者）、小林一三（阪急・東宝グループの創立者）、大谷竹次郎（松竹株式会社の創立者）、杉村春子（女優・文学座）、浅利慶太（演出家・元劇団四季代表）らと並んで6人のうちの1人に数えられ、「理論・実践・教育・組織運営における新しい演劇人の在り方を示す代表的な存在である」と評されている。

## スズキ・トレーニング・メソッド
1970年代に鈴木忠志が考案した俳優の訓練方法。目的は日常生活の中で退化してしまった身体感覚を意識化することにある。
鈴木によれば、演技において言葉と身体所作にリアリティを与えるために必要なのは身体から放射されるエネルギーの質と量を使い分けることである。
それが可能となるためにもっとも大事なものと鈴木が考えたのは、下半身の感覚と足の動かし方である。特に世界各地の舞台作品における俳優の下半身の動きを観察し、その基本的な身体感覚を習得することが目指される。また下半身の使い方だけでなく呼吸についても、自己でコントロールできる能力を養うことが求められる。
現代演劇の主要な訓練法として､モスクワ芸術座、ジュリアード音楽院（ニューヨーク）、中国国立中央戯劇学院（北京）など、世界各地の劇団や教育機関で体系化され取り入れられている。
米ブロードウェーでミュージカル「シカゴ」に主演しているトム・ヒューイットは１９８０年代、利賀村（現富山県南砺市）で鈴木メソッドを学び、ＳＣＯＴで「リア王」などに主演した。

## 主な演出作品
『劇的なるものをめぐってⅡ』、『トロイアの女』、『ディオニュソス』、『リア王』、『シラノ・ド・ベルジュラック』、『オイディプス王』、『エレクトラ』、音楽劇『カチカチ山』、『ザ・チェーホフ』、『別冊谷崎潤一郎』、『サド侯爵夫人』、『AとBと一人の女』、『世界の果てからこんにちは』などがある。1988年には、アメリカ４劇団合同制作の『リアの物語』を演出。全米各地で147回上演された。なお、2004年には、モスクワ芸術座に招かれ『リア王』を演出、同劇場のレパートリーとして定期的に上演されている。また、2007年にはモスクワ・タガンカ劇場で『エレクトラ』を演出し、こちらも同劇場のレパートリーとなっている。

## 海外での活動
1972年 パリ世界演劇祭で初の海外公演。以来、33カ国88都市で公演を行なっている。
1994年 テオドロス・テルゾプロス（ギリシャ）、ロバート・ウィルソン（アメリカ）、ユーリ・リュビーモフ（ロシア）、ハイナー・ミュラー（ドイツ）などとともにシアター・オリンピックス国際委員会を結成。
1995年 第1回シアター・オリンピックスは、アテネ、デルフォイで開催された。また、1994年、韓国の金義卿（韓国国際演劇協会会長：当時）、中国の徐暁鍾（国立中央戯劇学院院長：当時）とともに日中韓3カ国共同の「BeSeTo演劇祭」を創設。
1998年 日本から初の国際チェーホフ演劇祭に参加。
2014年 中国国立中央戯劇学院と上海戯劇学院、両校の名誉教授に就任。
2015年 米国では２冊目となる著作『CULTURE IS THE BODY』がアメリカの演劇人協議会・TCG (Theatre Communications Group)から出版。中国語、イタリア語、リトアニア語、ギリシャ語、インドネシア語、ハンガリー語版も出版されている。
2016年 中国・北京郊外の万里の長城の麓にある古北水鎮で、鈴木の演劇理念と訓練を教えるための演劇塾が開始。
2019年 「第9回シアター・オリンピックス」をロシアと共同で利賀村で開催、芸術監督。
ケンブリッジ大学が刊行している20世紀を主導した演出家・劇作家21人のシリーズに、メイエルホリド（ロシア）、ベルトルト・ブレヒト（ドイツ）、ロバート・ウィルソン（アメリカ）、ピーター・ブルック（イギリス）、アリアーヌ・ムヌーシュキン（フランス）などと共にアジアの演劇人としてただ一人選ばれ、すでに『The Theatre of Suzuki Tadashi』として出版されている。

## 受賞歴
1996年 フランス政府より、フランス芸術文化勲章を受章。
2003年 国際スタニスラフスキー財団より、スタニスラフスキー賞を受賞。
2019年 国際演劇協会（国連教育科学文化機関（ユネスコ）の舞台芸術部門、本部・パリ）より、リュビーモフ賞を受賞。国際演劇評論家協会（国連教育科学文化機関（ユネスコ）に属する国際的舞台芸術評論家の協会、本部・パリ）より、世界で8人目にタリア賞を受賞。

## 著書
- 『内角の和 鈴木忠志演劇論集』而立書房, 1973、新版2003
- 『騙りの地平 演劇論』白水社, 1980.5
- 『鈴木忠志対談集』リブロポート, 1984.8
- 『越境する力 演劇論』PARCO出版局, 1984.8
- 『演劇とは何か』岩波新書 1988.7
- 『演出家の発想』批評空間叢書 太田出版, 1994.7
- 『内角の和 鈴木忠志演劇論集 2』而立書房, 2003.6
- 『文化は身体にある』SCOT, 2008.8
- 『初心生涯　私の履歴書』白水社, 2025

### 共著
- 『劇的言語』中村雄二郎 対話. 白水社, 1977.2、増補版・朝日文庫 1999
- 『Foot Work 足の生態学』磯崎新、高橋康也、山口昌男共著. PARCO出版, 1982.4

## 関連書籍
- 早稲田小劇場+工作舎編『劇的なるものをめぐって 鈴木忠志とその世界』工作舎, 1977.4
- 『別冊新評　鈴木忠志の世界』新評社, 1982.5
- 『演出家の仕事 鈴木忠志読本』SCOT, 2007.4
- 渡辺保『演出家鈴木忠志 その思想と作品』岩波書店, 2019.7
- 杉田欣次, 向井嘉之『鈴木忠志と利賀村 世界演劇の地平へ』能登印刷出版部, 2021.3
- 菅孝行『演劇で〈世界〉を変える 鈴木忠志論』航思社, 2021.9
- ゲンロン12『ショベルカーとギリシア　鈴木忠志インタビュー』,2021.9